# Aap Mujhe Achche Lagne Lage
Aap Mujhe Achche Lagne Lage (Hindi: आप मुझे अच्छे लगने लगे, āp mujhe acche lagane lage) ist ein Hindi-Film von Vikram Bhatt aus dem Jahr 2002.

## Handlung
Rohit rettet Sapna, der Tochter eines Unterwelt-Dons, bei einem Attentat auf sie das Leben und verliebt sich in sie. Doch es ist schwierig, sich mit ihr zu treffen, da Sapna das Haus nicht verlassen darf und Privatunterricht erhält. Zudem wird sie von ihrem gewalttätigen Bruder bewacht.
Rohit lässt sich jedoch nicht entmutigen und überredet seine Freunde, beim Diwalifest der Familie Sapnas in der Band zu spielen. So kommt er Sapna neun Tage lang sehr nahe.
Durch den Anschlag auf seine Tochter wachgerüttelt, organisiert Sapnas Vater jedoch bereits eine Verlobung für sie. Deshalb entführt Rohit Sapna am letzten Abend des Festes und nimmt sie mit in sein Jungencollege. Dort erweist es sich zunächst als schwierig, seine Klassenkameraden auf ihre Seite zu bringen, doch schließlich erklären sie sich bereit, das Mädchen zu beschützen.
Der Vater vermutet zuerst, dass seine Tochter von einem seiner Rivalen entführt wurde, bis sein Erzfeind ihn auf den wahren Sachverhalt aufmerksam macht. So wird Sapna unter Vorspiegelung falscher Tatsachen nach Hause zurückgeholt. Doch statt der erhofften Hochzeit mit Rohit erwartet sie die Zwangsausreise nach London.
Rohit hingegen muss sich unterdessen mit Sapnas Bruder und seinem Schlägertrupp auseinandersetzen, was ihn beinahe das Leben kostet. Als Sapna die Nachricht erreicht, dass Rohit gestorben sei, versucht sie, sich mit Tabletten das Leben zu nehmen. Rohit ist schwer verletzt, doch gelingt es ihm, den Bruder mit Sapna aufzuhalten. Sapna und Rohit überleben beide und schließlich sieht der Vater sein Fehlverhalten ein.